# گروه پسرانه

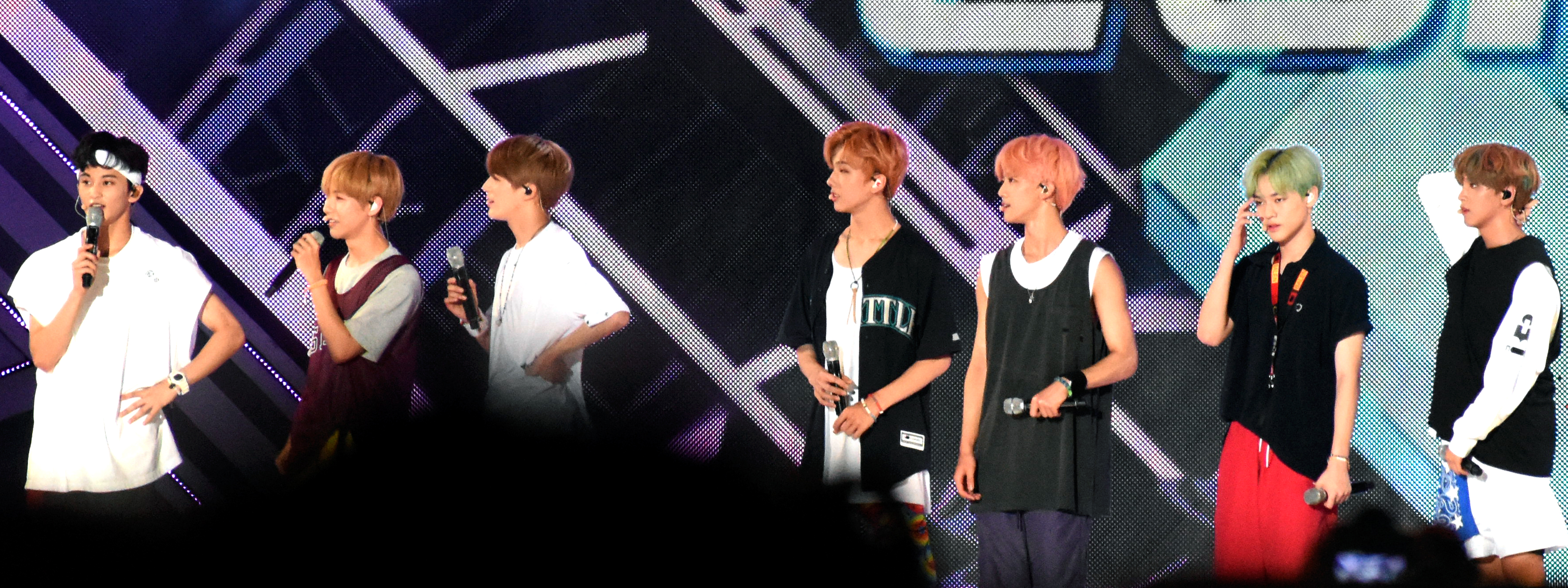
گروه پسرانه

گروه پسرانه یا بوی بَند (به انگلیسی: Boy band) گروهی از خوانندگان مذکر جوان است که در هنگام شکل‌گیری گروه، معمولاً در دورهٔ نوجوانی یا بیست سالگی قرار دارند و اغلب ترانه‌هایی با مضمون عاشقانه و برای زنان جوان می‌خوانند. اجراهای بیشتر گروه‌های پسرانه همراه با رقص‌های طراحی‌شده‌است.
برخی از این گروه‌ها مستقلند و توسط اعضا شکل می‌گیرند. همچنین ممکن است ادامهٔ گروه‌های کر کلیسا یا گروه‌های موسیقی گاسپل باشند، اما معمولاً توسط آژانس‌های استعدادیابی یا تهیه‌کنندگان موسیقی و به‌دنبال آزمون استعدادیابی تشکیل می‌شوند. از آنجایی‌که هدف تجاری این گروه‌ها معمولاً دختران نوجوان و جوان است، واژهٔ گروه پسرانه در روزنامه‌نگاری موسیقی، ممکن است با بار معنایی منفی به‌کار رود. گروه‌های پسرانه ازنظر سبک مشابه گروه‌های دخترانه‌اند. محبوبیت گروه‌های پسرانه درطول تاریخ، چهار بار به اوج رسیده‌است: در دههٔ ۶۰ با گروه جکسون فایو، در دههٔ ۹۰ و اوایل دههٔ ۲۰۰۰، هنگامی‌که گروه‌های بک‌استریت بویز، انسینک، ای‌وان و وست‌لایف در صدر بیلبورد و جداول پاپ قرار گرفتند، در اوایل دههٔ ۲۰۱۰ با شروع به کار گروه‌هایی مثل جی‌ال‌اس، بیگ تایم راش و وان دایرکشن، و سپس در اواخر ۲۰۱۰ با گروه‌های پاپی همچون بی‌تی‌اس، سی‌ان‌سی‌او و پرتی‌ماچ.
به عقیدهٔ بسیاری از روزنامه‌نگاران، گروه بیتلز که پرفروش‌ترین گروه موسیقی در تاریخ است، اولین گروه پسرانه درنظر گرفته می‌شود.